# 新康塞普西翁 (埃斯昆特拉省)
新康塞普西翁是危地馬拉的城鎮，由埃斯昆特拉省負責管轄，位於該國南部，距離首府埃斯昆特拉90公里，面積535平方公里，海拔高度50米，2011年人口92,238。